# Politisches System Kirgisistans
Das politische System Kirgisistans ist geprägt von häufig wechselnden politischen Machtverhältnissen und zahlreichen Referenden und Verfassungsänderungen, die seit der Unabhängigkeit immer wieder zu Veränderungen des politischen Systems geführt haben. Nachdem demokratische Reformen in den 2010er-Jahren dem Land die Bezeichnung Insel der Demokratie in Zentralasien eingebracht hatten, bedeuten jüngste politische Reformen eine Rückkehr zu einem Präsidialsystem und eine Schwächung des kirgisischen Parlaments.
Kirgisistan ist eine Republik und seit 1991 von der Sowjetunion unabhängig. Von 1991 bis 2005 regierte der zunehmend autoritär auftretende Präsident Askar Akajew das zentralasiatische Land und wurde erst durch die Tulpenrevolution gestürzt. Die nachfolgende Präsidentschaft Kurmanbek Bakijews knüpfte in vielen Bereichen an den Regierungsstil Akajews an und endete nach Protesten im Jahr 2010 mit der Flucht Bakijews nach Kasachstan und der Einsetzung der Übergangsregierung Kirgisistans unter Leitung von Rosa Otunbajewa. Während dieser Zeit wurde eine Verfassung nach dem Vorbild westlicher Demokratien erarbeitet, die die Befugnisse des Präsidenten beschnitt und ein parlamentarisches Regierungssystem in Kirgisistan konstituierte. Diese Ära endete mit der politischen Krise nach der Parlamentswahl 2020 und dem Aufstieg Sadyr Dschaparows zum neuen Präsidenten. Dieser äußerte offen seine Abneigung gegen das parlamentarische Regierungssystem und strebte eine Rückkehr zu einem präsidentiellen Regierungssystem an. Dieser Schritt wurde – gedeckt durch das Verfassungsreferendum in Kirgisistan 2021 – mit der Unterzeichnung einer neuen Verfassung am 5. Mai 2021 offiziell vollzogen.

## Entwicklung

### Erste Verfassung Kirgisistans und Ära Akajew

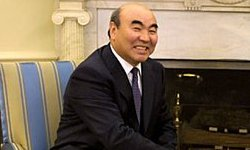
Askar Akajew, der erste Präsident der Kirgisischen Republik

Die erste Verfassung der Kirgisischen Republik wurde 1993 angenommen und definierte Kirgisistan als eine repräsentativ-demokratische Republik mit Gewaltenteilung und zahlreichen Grundrechten der Bürger. Die Verfassung wurde während der Präsidentschaft Askar Akajews mehrfach verändert, unter anderem in den Jahren 1996, 1998 und 2003. Die Verfassungsänderungen wurden dabei stets durch ein landesweites Referendum legitimiert, das in allen drei Fällen eine deutliche Mehrheit für die Annahme der vorgeschlagenen Änderungen ergab. Die bedeutendsten Veränderungen der Verfassung während der Ära Akajew erfolgten im Zuge der Verfassungsänderung im Jahr 2003. Unter anderem wurde die Position des Präsidenten im politischen System Kirgisistans deutlich gestärkt und das Parlament von einem Zweikammersystem in ein Einkammersystem mit nur noch 75 statt zuvor insgesamt 105 Abgeordneten umgewandelt.

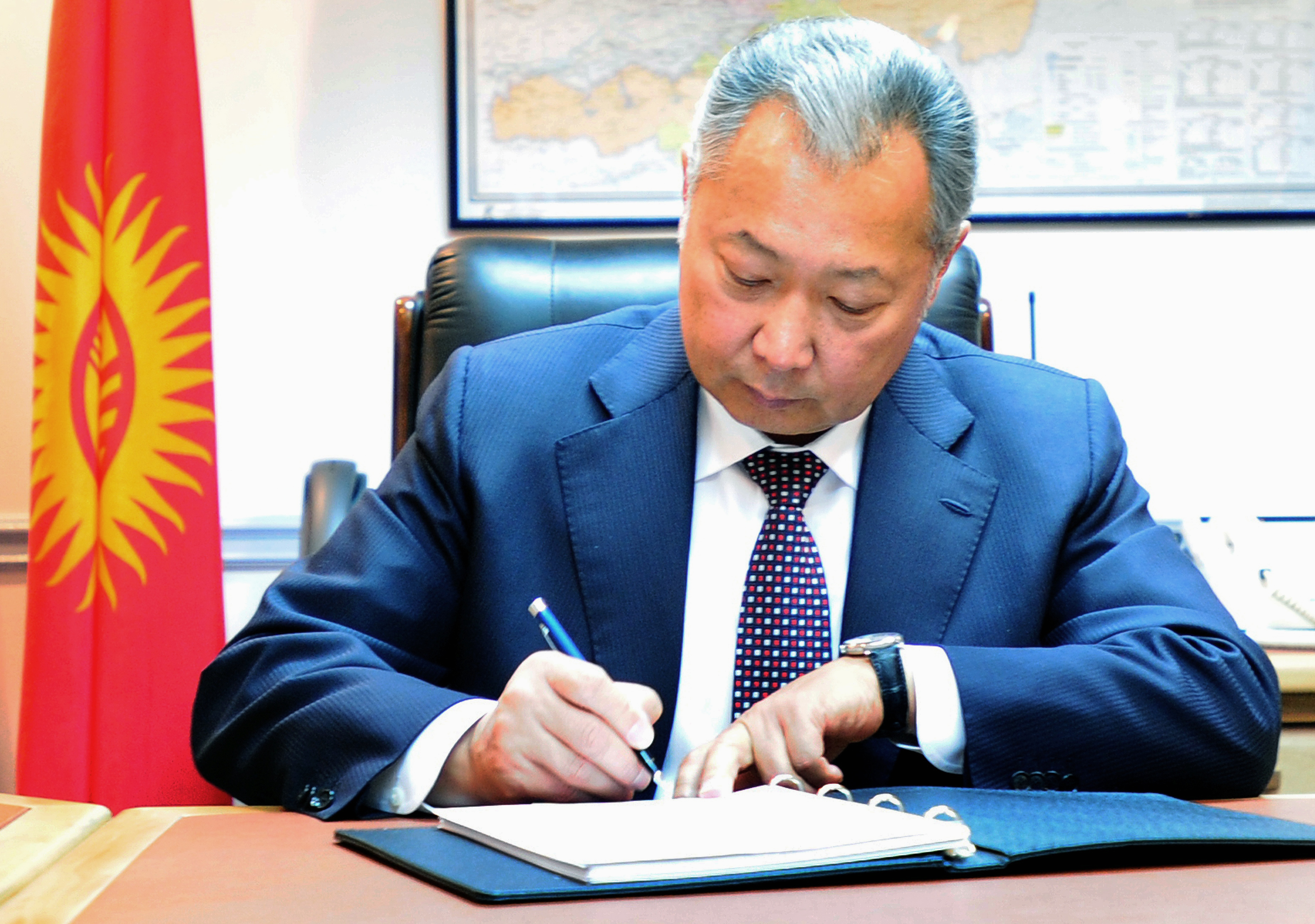
Der ehemalige kirgisische Präsident Kurmanbek Bakijew

### Folgen der Tulpenrevolution
Die zunehmende Unzufriedenheit in Kirgisistan und die Unregelmäßigkeiten bei der Parlamentswahl 2005 mündeten im März 2005 in der Tulpenrevolution, an deren Ende der Rücktritt des langjährigen Präsidenten Akajew stand. Die politischen Umwälzungen gingen vorerst allerdings nicht mit einer grundlegenden Veränderung des politischen Systems in Kirgisistan einher. Erst nach verstärkten Demonstrationen gegen die Regierung und den neuen Präsidenten Kurmanbek Bakijew begann ein Reformprozess, der mit der Verabschiedung einer umfangreichen Verfassungsreform durch das kirgisische Parlament am 8. November 2006 endete. Die Reform stärkte die Rolle des Parlaments gegenüber dem Präsidenten und enthielt Elemente eines parlamentarischen Regierungssystems. Am 30. Dezember 2006 wurden weitere Verfassungsänderungen beschlossen, die Teile der Reformen aus dem November desselben Jahres rückgängig machten und eine Stärkung der Position des Präsidenten bedeuten. Die neue Form der Verfassung hatte jedoch nur bis zum 14. September 2007 Bestand, ehe sie von einem Urteil des Verfassungsgerichts in Bischkek gekippt wurde. Das Gericht erklärte die Verfassungsänderungen von November und Dezember 2006 für ungültig, sodass die Verfassung in ihrer Form aus dem Jahr 2003 wieder Gültigkeit erlangte. Daraufhin wurde eine neue Verfassung erarbeitet, die am 21. Oktober 2007 in einem Referendum angenommen wurde. Die neue Verfassung erhöhte die Anzahl der Abgeordneten im kirgisischen Parlament und schwächte die Rolle des Präsidenten gegenüber dem Parlament. Insgesamt konstituierte die Verfassung allerdings ein präsidentielles Regierungssystem, das Präsident Bakijew eine starke Position im politischen System Kirgisistans einräumte.

### Wandel zum parlamentarischen Regierungssystem
Im April 2010 kam zu Massenprotesten gegen den zunehmend autoritär regierenden Staatspräsidenten Bakijew, der sich daraufhin nach Belarus absetzte. Die Opposition bildete daraufhin eine Übergangsregierung unter Führung von Rosa Otunbajewa, die den Übergangsprozess begleitete. In den Monaten nach dem Regierungswechsel wurde eine neue Verfassung erarbeitet, die die Etablierung eines parlamentarischen Regierungssystems in Kirgisistan vorsah. Der Verfassungsentwurf wurde in einem Referendum am 27. Juni 2010 mit großer Mehrheit angenommen und bildete daraufhin die Grundlage für die Parlamentswahl 2010 und die Präsidentschaftswahl 2011. Kernpunkte der Verfassung waren eine Stärkung des Parlaments, die Erhöhung der Zahl der Abgeordneten im kirgisischen Parlament von 90 auf 120, die Verlängerung der Amtszeit des Präsidenten von fünf auf sieben Jahre, das Verbot mehrerer Amtszeiten für den Präsidenten Kirgisistans und die Deckelung der Anzahl der Abgeordneten einer Fraktion im Parlament auf 65. Die Verfassung von 2010 hatte bis auf kleinere Anpassungen im Jahr 2016 bis 2021 Bestand und ermöglichte dem Land ein Jahrzehnt relativer Stabilität mit demokratischen Wahlen wie der Parlamentswahl in Kirgisistan 2015. Aufgrund der herausragenden Stellung der kirgisischen Demokratie im von autoritären Systemen geprägten Zentralasien, wurde das Land in den 2010er-Jahren häufig als Insel der Demokratie in Zentralasien bezeichnet.

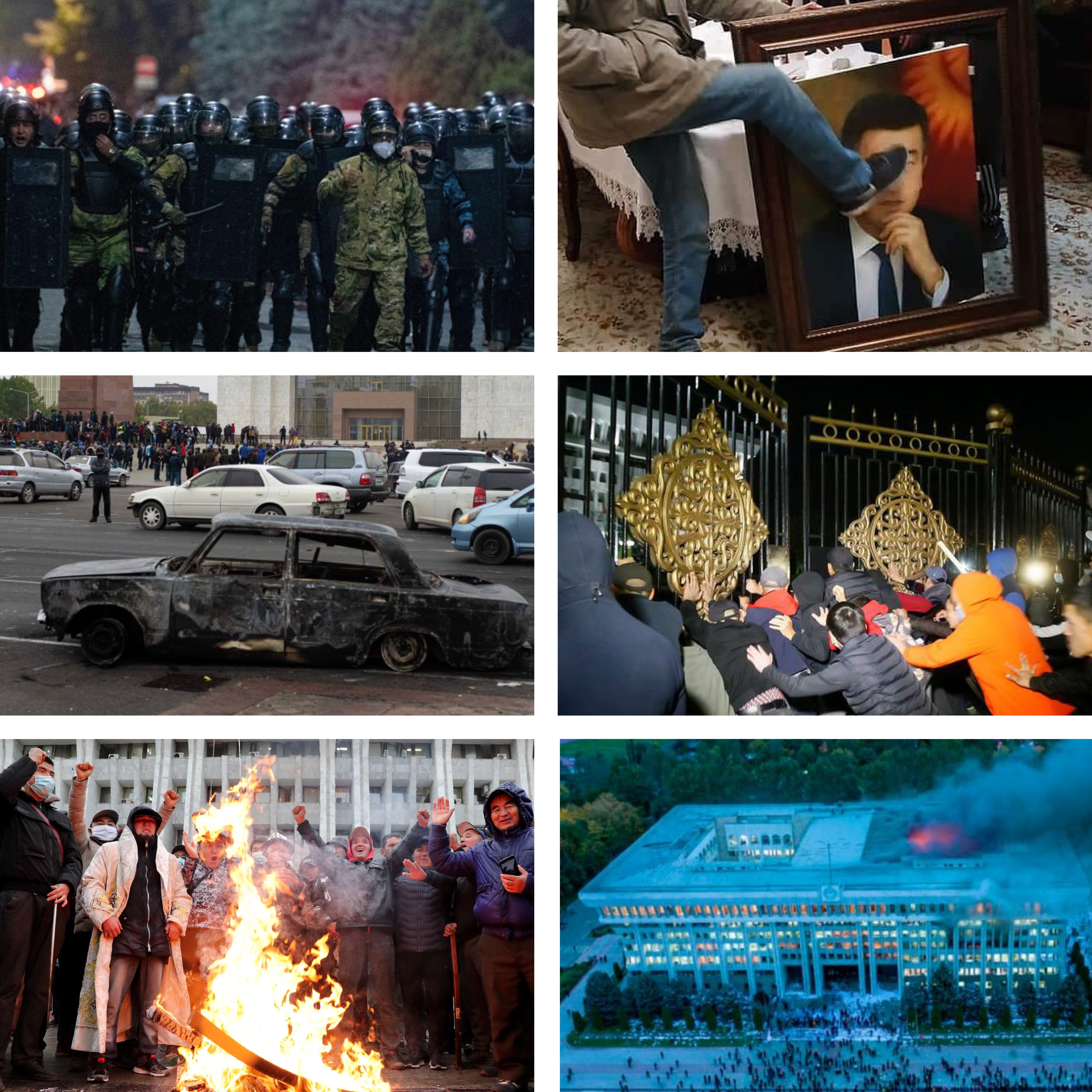
Szenen der Proteste in Bischkek nach der Parlamentswahl 2020

### Rückkehr zum präsidentiellen Regierungssystem
Mit der Parlamentswahl 2020 endete die Ära des parlamentarischen Regierungssystems in Kirgisistan. Die Wahl wurde von Vorwürfen der Wahlmanipulation und einer zunehmenden Unzufriedenheit auch in Folge der COVID-19-Pandemie in Kirgisistan überschattet. Noch am Abend des Wahltages kam es zu Protesten in Bischkek, die sich in den folgenden Tagen ausweiteten und zum Rücktritt von Premierminister Kubatbek Boronow und Präsident Sooronbai Dscheenbekow führten. Beide Ämter übernahm kommissarisch Sadyr Dschaparow, der daraufhin die Erarbeitung einer neuen Verfassung ankündigte. Am 10. Januar 2021 wurde Dschaparow bei der Präsidentschaftswahl 2021 zum neuen Präsidenten gewählt, außerdem stimmten die Kirgisen parallel im ersten Wahlgang des Verfassungsreferendums 2021 für eine Rückkehr zu einem präsidentiellen Regierungssystem. Die Abkehr vom parlamentarischen Regierungssystem wurde von Dschaparow unterstützt, dabei verwies der neue kirgisische Präsident auf die politischen Misserfolge der Vergangenheit und die Notwendigkeit eines starken Machtzentrums im politischen System Kirgisistans, um die Ordnung im Land wiederherzustellen. In einem zweiten Wahlgang des Verfassungsreferendums am 11. April 2021 stimmten die wahlberechtigten Kirgisen über die Annahme eines konkreten Verfassungsentwurfs ab und befürworteten diese bei niedriger Wahlbeteiligung mit deutlicher Mehrheit, sodass Dschaparow die neue Verfassung am 5. Mai 2021 mit seiner Unterschrift in Kraft setzen konnte.

## Gegenwärtiges politisches System
Mit der Annahme der neuen Verfassung der Kirgisischen Republik am 5. Mai 2021 veränderte sich das politische System Kirgisistans erheblich. Der Präsident wurde durch die Rückkehr zum präsidentiellen Regierungssystems gestärkt, während die in den 2010er-Jahren ausgebauten Kompetenzen des kirgisischen Parlaments in Teilen eingeschränkt wurden. Mit dem Kurultai (deutsch: Volksversammlung) wurde darüber hinaus ein neues Organ geschaffen, das vor allem über eine Kontrollfunktion gegenüber den anderen Organen verfügt.

### Präsident der Kirgisischen Republik
Nach Artikel 66 der kirgisischen Verfassung ist der Präsident das Staatsoberhaupt Kirgisistans und das höchste Organ der Exekutive. Der Präsident wird durch eine landesweite Direktwahl gewählt, wobei eine absolute Mehrheit nötig ist. Wird diese in einem ersten Wahlgang nicht erreicht, kommt es zu einer Stichwahl zwischen den beiden bestplatzierten Kandidaten des ersten Wahlganges. Der gewählte Präsident ist zur Überparteilichkeit verpflichtet und muss demnach nach seiner Wahl Ämter und Mitgliedschaften in Parteien niederlegen. Die Präsidentschaft ist durch die Verfassung auf zwei Amtszeiten und damit auf eine Dauer von zehn Jahren limitiert. Der Präsident gibt nach der Verfassung die „Richtung der Außen- und der Innenpolitik“ vor und verfügt darüber hinaus über weitreichende Kompetenzen. Unter anderem ernennt der Präsident den Premierminister, der daraufhin vom Parlament bestätigt werden muss, und die Gouverneure der Gebiete des Landes. Darüber hinaus kann der Präsident erheblichen Einfluss auf die Legislative ausüben, unter anderem durch eigene, rechtswirksame Dekrete sowie durch die Ansetzung von Sondersitzungen des Parlaments oder landesweiten Referenden zu einzelnen Themen.

### Kirgisisches Parlament

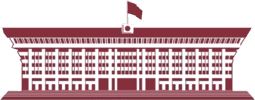
Das Logo des kirgisischen Parlaments

Das Parlament bildet den Kern der Legislative. Die 90 Abgeordneten des Parlaments werden über eine landesweite Verhältniswahl bestimmt, abhängig vom Wahlergebnis einer Partei zieht dabei eine bestimmte Zahl von Kandidaten von der Wahlliste der Partei in das Parlament ein. Durch die Verabschiedung von Gesetzen und die Abstimmung über den Staatshaushalt kommt dem Parlament eine zentrale Rolle im Gesetzgebungsprozess zu, die allerdings durch Referenden und Präsidialdekrete umgangen werden kann. Neben dem Recht des Präsidenten, Sondersitzungen des Parlaments einzuberufen, haben der Kurultai, der Generalstaatsanwalt und der Oberste Gerichtshof in Bereichen seiner Rechtsprechung ein Initiativrecht zur Vorlage von Gesetzesentwürfen.

### Volksversammlung
Die Volksversammlung (Kurultai) wurde mit der neuen Verfassung im Jahr 2021 geschaffen und hat insbesondere eine Beratungs- und Kontrollfunktion. In Anlehnung an den traditionellen Kurultai der Turkvölker besteht die Volksversammlung aus lokalen Repräsentanten, die nicht auf demokratischer Basis, sondern aufgrund ihres Ansehens auf lokaler Ebene nominiert werden. Neben dem Initiativrecht kann die Volksversammlung Mitgliedern des Kabinetts und anderen Amtsträgern das Misstrauen aussprechen.

## Judikative und Gerichtsbarkeit
Der Oberste Gerichtshof ist unter anderem für zivilrechtliche, strafrechtliche, wirtschaftsrechtliche, verwaltungsrechtliche Aufgaben zuständig. Weiterhin gibt es ein Verfassungsgericht und lokale Gerichte.
Obwohl die Verfassung des Landes die Unabhängigkeit der Judikative vorschreibt, sind die Richter und die Gerichte unter starkem Einfluss des Präsidenten. Das Rechtssystem stammt häufig noch aus der Zeit, in der Kirgisistan als die Kirgisische SSR Teil der Sowjetunion war. Sie unterscheidet sich daher stark von den Rechtssystemen westlicher Staaten. Die Korruption ist stark verbreitet im Land. Transparency International zählt das Land zu den zwanzig Staaten weltweit mit dem höchsten Grad an Korruption. Auf dem Korruptionswahrnehmungsindex 2010 liegt das Land auf Platz 164 von 178 mit einer Punktzahl von 2,0 auf einer Skala von 0 bis 10 (wobei 0 für sehr korrupt und 10 für nicht korrupt steht).

## Verwaltung

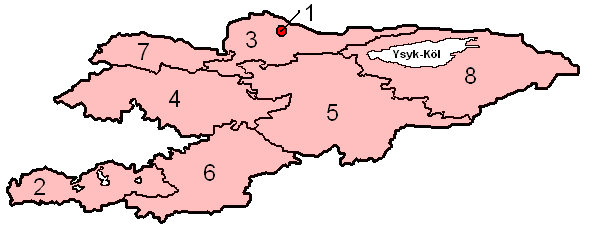
Verwaltungsgliederung Kirgisistans

Die Kirgisische Republik ist in sieben Obluse (deutsch auch Oblaste; kirgis. облус/oblus) und zwei Gebietsunabhängige Städte (шаар/schaar, dt. Stadt) Bischkek und Osch, welche zu keinem Oblast gehören, gegliedert. Die Oblaste untergliedern sich selber in 40 sogenannte Rajone (район/rajon, pl. райондор/rajondor). Die Hauptstadt Bischkek ist in vier eigene Rajone untergliedert. Die Rajone wiederum untergliedern sich in insgesamt 473 ländliche sogenannte Lokalverwaltungen (айыл өкмөтү/ajyl ökmötü, deutsch Dorfregierung) und 22 weitere Städte und Siedlungen städtischen Typs.
Die einzelnen Oblaste und Distrikte sind: Batken (Баткен областы; 2) mit der Hauptstadt Batken, Tschüi (Чүй областы; 3) mit der Hauptstadt Tokmok, Dschalal-Abad (Жалалабат областы; 4) mit der Hauptstadt Dschalal-Abad, Naryn (Нарын областы; 5) mit der Hauptstadt Naryn, Osch (Ош областы; 6) mit der Hauptstadt Osch, Talas (Талас областы; 7) mit der Hauptstadt Talas, Yssskköl (Ысыккөл областы; 8) mit der Hauptstadt Karakol und die Städte Stadt Bischkek (Бишкек шаары; 1) und Stadt Osch (Ош шаары).